# Zorro (powieść)
Zorro (The Curse of Capistrano) – książka Johnstona McCulleya wydana w roku 1919, w której autor stworzył fikcyjną postać Zorro. W późniejszych nakładach od roku 1924 książka ukazywała się jako The Mark of Zorro.
Powieść publikowana była na łamach czasopisma All-Story Weekly w pięciu częściach, od 9 sierpnia 1919 do 6 września 1919. W całości opublikowana została przez wydawnictwo Grosset & Dunlap w 1919, i ponownie pod tytułem The Mark of Zorro w 1924 przez tego samego wydawcę. Polski przekład z 1997 roku nosił tytuł Zorro i opublikowany został przez wydawnictwo Siedmioróg w tłumaczeniu  Jana Jackowicza.